# George McGovern

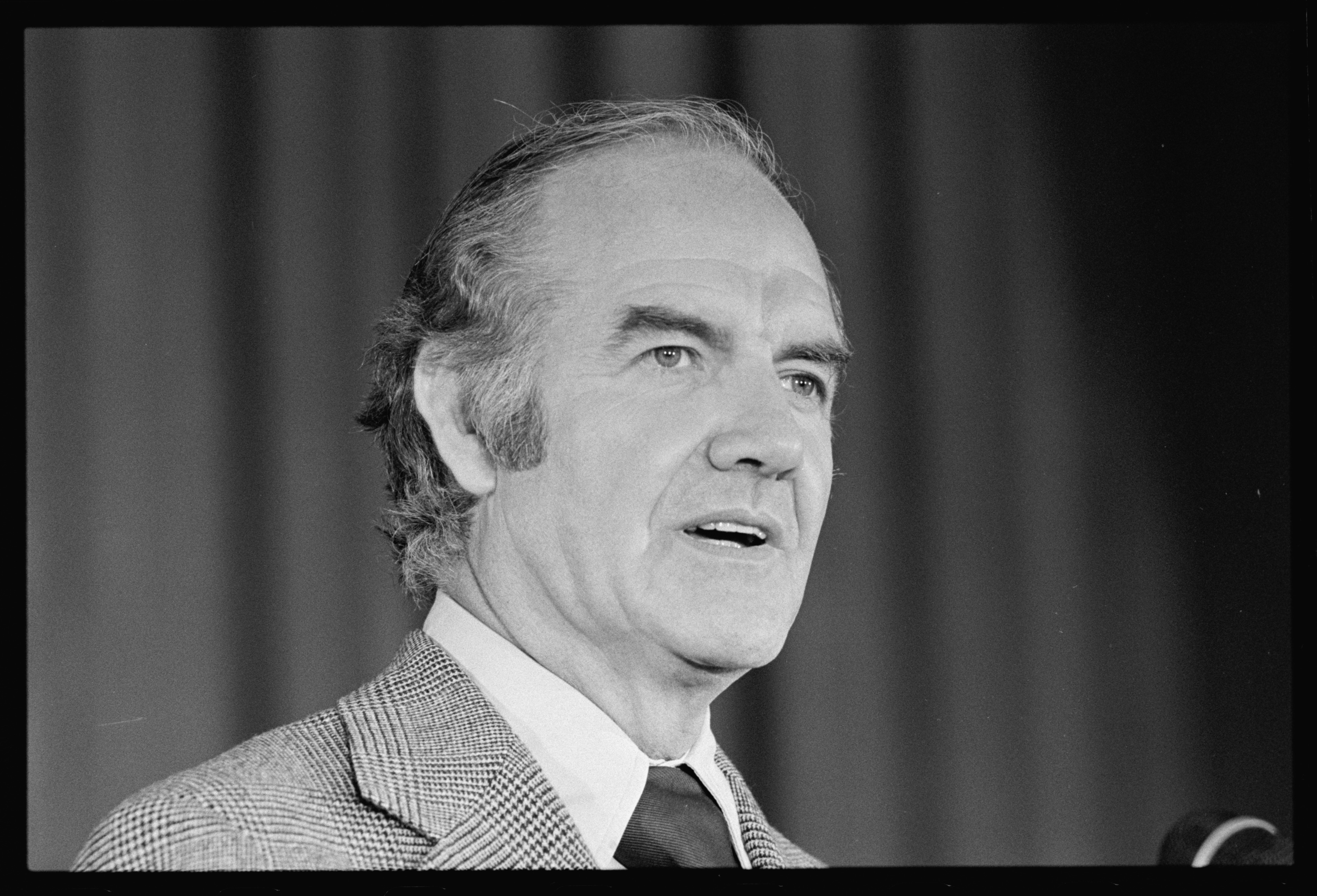
George McGovern im Juni 1972

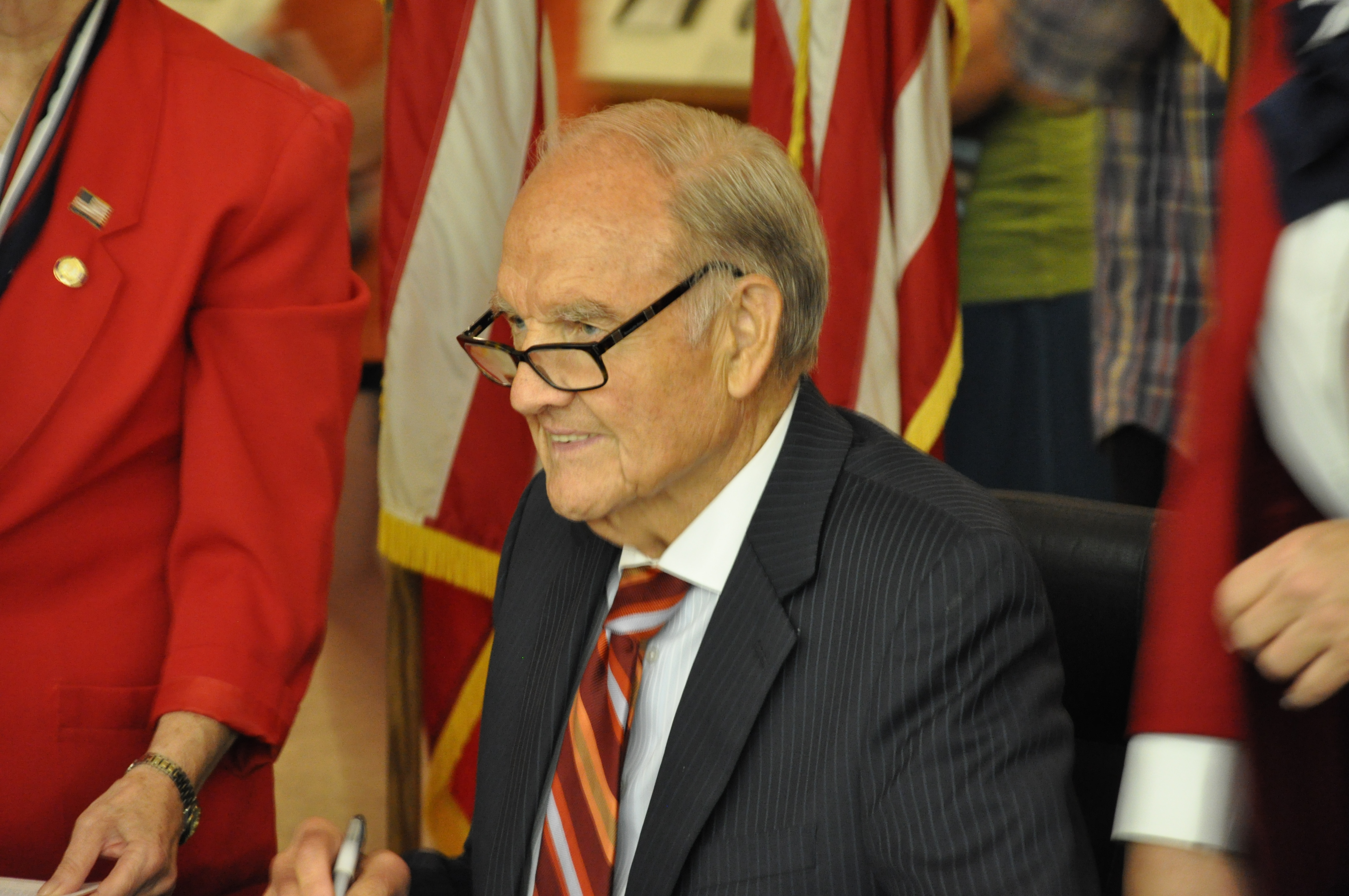
George McGovern im August 2009

George Stanley McGovern (* 19. Juli 1922 in Avon, Bon Homme County, South Dakota; † 21. Oktober 2012 in Sioux Falls, South Dakota) war ein US-amerikanischer Politiker. Er war Präsidentschaftskandidat der Demokratischen Partei bei den Wahlen von 1972, Mitglied des Repräsentantenhauses von 1957 bis 1961 sowie US-Senator für South Dakota von 1963 bis 1981.

## Leben
George McGovern, der Sohn eines methodistischen Pastors, studierte an der Dakota Wesleyan University, war während des Zweiten Weltkrieges B-24-Bomberpilot, promovierte anschließend an der Northwestern University und nahm eine Professur für Geschichte an der Dakota Wesleyan University an. 1956 wurde McGovern ins US-Repräsentantenhaus gewählt, wo er sich auf Fragen der Landwirtschaft spezialisierte.
Ab 1960 arbeitete er als Sonderberater für Präsident John F. Kennedy und leitete ab Januar 1961 das Food-for-Peace-Programm, das Lebensmittellieferungen an mehrere Länder beinhaltete, mit dem Zweck, bessere Beziehungen zu erreichen. Im Juli 1962 trat er als Leiter des Programms zurück, um seine Kandidatur für den Senat besser fördern zu können. Nachdem der Einzug in den US-Senat gelungen war, entwickelte er sich dort zu einem der führenden Gegner der US-Beteiligung am Vietnamkrieg.
McGoverns Reformen der Strukturen und Satzungen der Demokratischen Partei trugen dazu bei, dass er 1972 von seiner Partei als Präsidentschaftskandidat nominiert wurde. Er setzte sich bei Vorwahlen der Demokraten knapp gegen George Wallace durch. Im Wahlkampf vertrat er ein Reformprogramm, das unter anderem die Kürzung der Rüstungsausgaben und unter dem Begriff demogrant die Einführung eines Bürgergelds (ähnlich dem bedingungslosen Grundeinkommen) von 1.000 Dollar pro Kopf jährlich vorsah, das bereits im Vorwahlkampf von seinem Parteifreund Hubert Humphrey in einer Fernsehdebatte stark kritisiert wurde. Seine Hauptforderung war die Beendigung des Vietnamkrieges, wobei im Gegenzug für den US-Rückzug Nordvietnams Militär die Kriegsgefangenen in die USA freilassen sollte. Viele konservative Demokraten wandten sich allerdings gerade wegen seiner Reformvorstellungen von ihm ab und gaben dem republikanischen Amtsinhaber Richard Nixon ihre Unterstützung. In Nixons Wahlkampagne wurde McGovern als verrückter Radikaler dargestellt, zugleich übernahm der Präsident die Rückzugsforderung und stellte seine Strategie als einen von einer starken Führung, ohne Nachgeben gegenüber Nordvietnam, betriebenen Rückzug dar.
Nachdem sein ursprünglicher Kandidat für das Amt des Vizepräsidenten, Senator Thomas Eagleton aus Missouri, wegen einer zuvor verschwiegenen depressiven Erkrankung hatte zurücktreten müssen, entschied sich McGovern für Sargent Shriver, den ehemaligen Leiter des Friedenskorps, als seinen Running Mate. Beide mussten sich mit landesweit 37,5 % der Stimmen und einer der deutlichsten Wahlniederlagen in der Geschichte der USA gegen Nixon und Spiro Agnew geschlagen geben. Neben dem Bundesdistrikt Washington erzielten die Demokraten lediglich in Massachusetts die Mehrheit. Es stellte sich jedoch heraus, dass der Ablauf dieser Wahl durch Nixon und sein Team unrechtmäßig beeinflusst wurde (Watergate-Affäre).
McGovern war einer der wenigen Politiker, die sich 1975 gegen den Militäreinsatz beim Mayaguez-Zwischenfall aussprachen. 1974 wurde McGovern erneut in den Senat gewählt, 1980 verlor er seinen Sitz an den Republikaner James Abdnor. 1984 bewarb er sich nochmals um die demokratische Präsidentschaftskandidatur, zog sich aber aus dem Rennen zurück, nachdem er bei den Vorwahlen in Massachusetts nur den dritten Rang erzielt hatte.
Am 9. August 2000 überreichte US-Präsident Bill Clinton McGovern die Freiheitsmedaille („The Presidential Medal of Freedom“), die höchste zivile Auszeichnung in den USA.
Zusammen mit dem Republikaner Bob Dole erhielt McGovern 2008 den Welternährungspreis.